# Try That in a Small Town
Try That in a Small Town è un singolo del cantante country americano Jason Aldean, inviato alle radio il 22 maggio 2023 come primo singolo estratto dal suo prossimo undicesimo album in studio. Negli Stati Uniti, la canzone ha fatto particolare scalpore per il suo testo e il suo video musicale d'accompagnamento, ritenuti dalla critica e dagli ascoltatori come promotori di violenza, razzismo e a favore dell'utilizzo delle armi.

## Descrizione
Try That in a Small Town ruota principalmente attorno al tema del divario tra le realtà urbane e rurali, con un testo che dipinge la moderna vita nelle grandi città come un inferno di crimine e anarchia.   Il testo della canzone asserisce anche al fatto che azioni come il vilipendio alla bandiera oppure proteste e attacchi contro gli agenti della polizia abbiano conseguenze ben più gravi in un ambiente rurale rispetto a quelle che potrebbero insorgere in un ambiente urbano, scrivendo «prova a farlo in una piccola città e vedi fino a che punto arrivi». Nella seconda strofa, il cantante parla dei diritti di possedere una propria arma e di come non voglia vedersi la sua venire confiscata.

## Accoglienza
Alexandra Willingham della CNN, circa la canzone, ha scritto che «di base ha i tratti di quella che potrebbe essere una hit country, con temi circa le piccole città, le pistole e una robusta autosufficienza». Robert K. Oermann di MusicRow ha descritto la canzone come «delle urla bellicose e stonate che si lamentano solo di quanto cattive siano le grandi città».
Nel luglio 2023, la canzone e il suo video musicale di accompagnamento sono stati pesantemente contestati dalla critica, dagli artisti, politici e dai consumatori in quanto considerata razzista e violenta. Chris Willman della rivista Variety l'ha definita come «la peggior hit country del decennio, il cui video è perfino peggio», aggiungendo che la canzone è «vicina a diventare la canzone sull'implicita superiorità morale di avere un numero limitato di vicini più cinica di sempre», considerandola come «una lista di tropi infernali distopici presi in parte in prestito da L'Apocalisse di Giovanni». Riguardo al video, il critico lo ha definito come un «tentativo di far passare l'atto di protestare come un qualcosa di necessariamente violento».
Marcus K. Dowling del The Tennessean ha scritto che «le critiche hanno evidenziato il testo della canzone come un emblema delle canzoni a favore della violenza da armi e linciaggio, in particolare nelle zone rurali e di piccole città dove sono collocati i suoi fan». Sul video, Dowling ha notato che il tribunale che compare nel video è lo stesso del linciaggio di Henry Choate del 1927, un ragazzo afro-americano ingiustamente accusato di aver stuprato una ragazza bianca, e della rivolta razziale avvenuta a Columbia, Tennessee nel 1946. Cheryl L. Keyes, Presidente del dipartimento di studi Afro-Americani all'Università della California - Los Angeles (UCLA) ha ritenuto che la presenza di quel tribunale come location principale del suo video non sia stata del tutto adeguata. Il sindaco della città di Columbia, Chaz Molder, ha dichiarato di rispettare la libertà poetica del testo di Aldean ma che preferirebbe che in un futuro video girato nella sua città venisse diffuso un messaggio più pacifico e positivo. Il rappresentante dello stato del Tennessee state, Justin Jones, in un tweet scrive che «come rappresentante del Tennessee non possiamo che condannare l'odiosa canzone di Jason Aldean per favoreggiamento alla violenza razzista... che vergognosa visione del vigilantismo e dell'estremismo delle armi».
CNN e Newsweek hanno riferito che molti ascoltatori hanno ritenuto che il testo della canzone fosse ipocrita in quanto promotore dell'utilizzo delle armi, facendo riferimento a quando Aldean le ritenne «troppo semplici da ottenere» dopo essere scappato dal palco durante la strage di Las Vegas del 2017. Altri ascoltatori hanno ritenuto fosse promotore del linciaggio e delle cosiddette "sundown towns", termine utilizzato negli Stati Uniti per far riferimento a città abitate esclusivamente da bianchi che tendono a escludere i non bianchi facendo uso di leggi locali, intimidazione e violenza.
Amanda Marie Martinez della NPR ha considerato Try That in a Small Town come un esempio di canzone che denigra lo stile di vita urbano a favore di quello contadino: «le città vengono dipinte come spazi in cui sono diffusi crimine, promiscuità sessuale e in cui è facile incorrere in problemi personali e finanziari, mentre le campagne sono descritte come luoghi ameni dove regna esclusivamente la felicità», concludendo la sua recensione con una critica sul perché le canzoni country sono ancora così accanite con le minoranze e le comunità socialmente emarginate.
Nei primi dieci giorni dal rilascio, il video musicale della canzone ha ricevuto 17 milioni di visualizzazioni su YouTube. I candidati repubblicani alle presidenziali Vivek Ramaswamy e Nikki Haley hanno iniziato a utilizzare la canzone durante i loro comizi, con Ramaswamy che ha dichiarato di avere l'intento di aiutare Aldean a raggiungere la prima posizione della Billboard Hot 100.
Anche l'ex presidente degli Stati Uniti Donald Trump, attraverso un tweet pubblicato sul social Twitter, si è esposto a favore del cantante.

### Repliche di Aldean e di altri artisti
Non sono mancate le osservazioni da altri artisti del panorama musicale. Sheryl Crow, tramite Twitter, ha criticato sia la canzone sia l'autore stesso, scrivendo che perfino gli abitanti delle piccole città sono stufi della violenza, accusando Aldean di promuovere la violenza e definendo la canzone come «pura spazzatura».
Travis Tritt si è esposto in supporto del cantante, scrivendo che la canzone non promuove la violenza come molti suggeriscono ma che rappresenza il punto di vista di molti americani che si oppongono alla violenza di alcuni gruppi di attivisti. Sempre a supporto del cantante, Parker McCollum ha ritwittato un post, originariamente pubblicato dal commentatore politico Matt Walsh, evidenziando un finto perbenismo di coloro che ritengono la canzone «promotrice della violenza quando le canzoni rap degli ultimi 30 anni non fanno altro che glorificare omicidi, spaccio e altre azioni violente senza che nessuno dica una parola al riguardo».
Il cantante country Cody Johnson, durante un concerto, si è espresso a favore di Aldean dicendo: «se essere patriottico ti fa diventare automaticamente un fuorilegge, allora per l'amor di Dio, io sono un fuorilegge». Il cantante rock Ted Nugent, fervente oppositore dei liberali, ha detto a Fox News: «gli idioti odiano questa canzone di Jason Aldean poiché odiano quando respingiamo la violenza».
In risposta alle critiche, l'autore ha scritto un tweet ammettendo che la canzone «si riferisce al sentimento di una comunità in cui sono cresciuto, dove ci siamo presi cura dei nostri vicini indipentemente dalle differenze di contesto o credo religioso. Questo perché loro erano i nostri vicini e questo andava oltre ogni differenza». Ha inoltre detto: «non c'è una singola parola nella canzone che faccia riferimento alla razza, non c'è un singolo frammento del video che non sia preso da riprese reali». L'artista conclude dicendo che queste condanne non solo sono senza alcun tipo di merito ma anche pericolose.

## Video musicale
Il video di accompagnamento, diretto da Shaun Silva, è stato pubblicato il 14 luglio 2023 e si apre con il cantante che si esibisce davanti a un maestoso edificio con una bandiera americana sventolante appesa a un'asta. La struttura è il tribunale della città di Columbia, in Tennessee, teatro di alcuni degli eventi più violenti della storia americana come il linciaggio di Henry Choate del 1927. Il video alterna scene delle esibizioni del cantante a montaggi di riprese di notiziarsi di scene violente, di proteste, di rapine in negozi e di persone che si oppongono agli agenti antisommossa. A queste scene si alternano poi riprese di bambini che giocano, bandiere americane e agricoltori che aiutano i propri compaesani. Dopo tre giorni dalla messa in onda del video, il canale musicale CMT lo ha ritirato dalla rotazione senza alcuna spiegazione. Per molti si è trattato di un attacco sottilmente velato alle proteste del movimento Black Lives Matter del 2020.
Nei primi dieci giorni dal rilascio, il video musicale della canzone ha ricevuto 17 milioni di visualizzazioni su YouTube.

## Successo commerciale
Negli Stati Uniti la canzone è passata inizialmente inosservata, debuttando alla posizione 35 della Hot Country Songs, così come alla posizione 24 della Country Airplay nella settimana del 26 maggio 2023. A seguito della pubblicazione del video musicale, avvenuta a metà luglio, la canzone ha ottenuto maggior popolarità per via delle sue pesanti critiche nei confronti dei temi trattati. Infatti, sulla base dei dati raccolti dalla Luminate Data, nella settimana della pubblicazione del video Try That in a Small Town ha visto un aumento del 27.000% sulle vendite e gli stream, chiudendo con 228.000 download e 11,6 milioni di streaming. La canzone ha, infatti, debuttato alla seconda posizione della Billboard Hot 100, con uno scarto di punti bassissimo rispetto alla prima posizione, che è stata però ottenuta da Seven del cantante sudcoreano Jung Kook e della rapper Latto. Nella seconda settimana di permanenza in classifica, grazie a 30,7 milioni di streaming, 8,8 milioni di passaggi radiofonici e 175.000 downaload, Try That in a Small Town ha raggiunto la vetta della Billboard Hot 100 diventando la prima numero uno negli Stati Uniti della carriera del cantante. Inoltre, per la prima volta nella storia della Hot 100, l'intera top 3 è stata occupata da canzoni country, in quanto il secondo e il terzo posto del podio erano rispettivamente occupati da Last Night di Morgan Wallen e dalla cover di Fast Car di Luke Combs.  La canzone è diventata quella di maggior successo del cantante. Inoltre, Try That in a Small Town ha in seguito raggiunto la prima posizione della  Billboard Hot Country Songs, diventando la prima numero uno del cantante sin da Burnin' It Down del 2014.
Al di fuori degli Stati Uniti la canzone ha ottenuto un successo più moderato. Nel Regno Unito ha debuttato alla posizione 26, per poi salire in top 10, fino alla 9ª, la settimana successiva. In Nuova Zelanda Try That in a Small Town ha fatto ingresso nella top 30 della classifica, debuttando alla posizione 26. In Canada, invece, la canzone ha fatto ingresso nella la top 40 per poi raggiungere, la settimana successiva, la nona posizione.

## Classifiche

### Classifiche settimanali
| Classifica (2023)           | Posizione massima |
| --------------------------- | ----------------- |
| Canada                      | 9                 |
| Nuova Zelanda               | 26                |
| Regno Unito                 | 9                 |
| Stati Uniti                 | 1                 |
| Stati Uniti Country Airplay | 20                |
| Stati Uniti Hot Country     | 1                 |

### Classifiche di fine anno
| Classifica (2023) | Posizione |
| ----------------- | --------- |
| Stati Uniti       | 66        |